# Фришермон
Фришермон (или Фишермон) — шато (ныне несуществующее) в бельгийском муниципалитете Лан. В начале битвы при Ватерлоо в 1815 году в нём находился гарнизон из голландских солдат. Оно находилось на самом восточном фланге оборонительной линии Веллингтона.
В 1705 году шато некоторое время служило штаб-квартирой герцога Мальборо. Находясь в Фришермоне, Мальборо писал, что склон у Мон-Сен-Жан был бы хорошим местом для защиты Брюсселя, если он подвергся нападению с юга.
В начале битвы при Ватерлоо 18 июня 1815 года оно принадлежало месье Болье. В нём находился гарнизон войск 28-го полка Оранж-Нассау под командованием принца Бернхарда Саксен-Веймара. Именно здесь, примерно в 10:30, когда французский патруль оттеснил голландские пикеты, произошли первые сражения битвы.

## В наши дни
В настоящее время от шато остались лишь руины (оно было уничтожено пожаром и снесено в 1965 году).